# Aforia goniodes
Aforia goniodes is een slakkensoort uit de familie van de Cochlespiridae. De wetenschappelijke naam van de soort is voor het eerst geldig gepubliceerd in 1881 door Watson.